# Shu Han

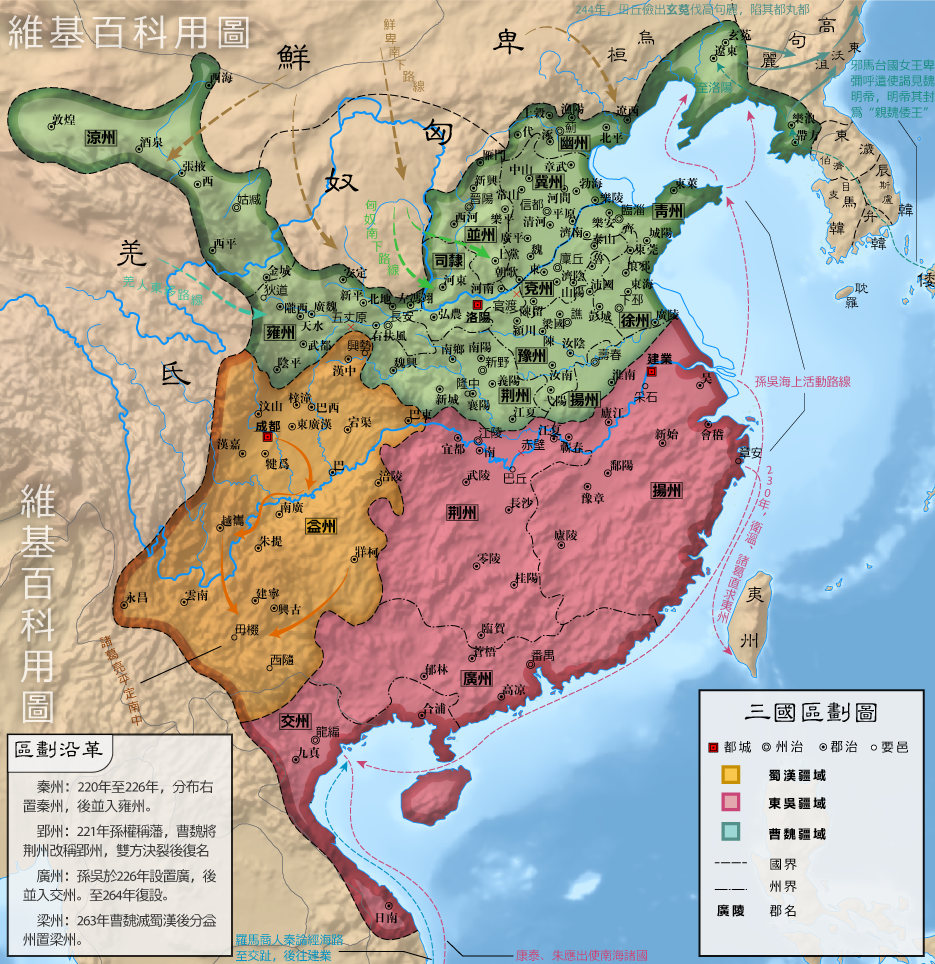
Die drei Staaten Shu (orange), Wei (grün), Wu (rot) während der Zeit der drei Reiche

Shǔ Hàn (chinesisch 蜀漢 / 蜀汉) (221–263) war der westlichste der drei Staaten Wei (魏), Shu (蜀) und Wu (吳) während der Zeit der Drei Reiche (220–280) in China. Der Staat wurde von Liu Bei im Jahre 220 gegründet und im Jahre 263 von Wei erobert. Das Kerngebiet des Staates ist die heutige Provinz Sichuan samt Chongqing. Von Gebiet, Bevölkerung und Wirtschaftskraft war Shu Han der schwächste der drei Staaten.

## Name
Der Staat Shu Han nannte sich selbst nur Shu; das Attribut Han verweist darauf, dass es sich um den Folgestaat Shu im Anschluss an die Han-Dynastie handelt, da der Staatsgründer Liu Bei mit dem Kaiserhaus der Han-Dynastie verwandt war und sich in dessen Nachfolge sah. Shu Han war der zweite von insgesamt vier Staaten namens Shu auf etwa demselben Territorium. Der nächste, also dritte, wird heute Frühes Shu-Reich genannt und benannte sich 917/918 in „Han“ um.

## Staatsgründung und Tod Liu Beis
Der Gründer der Shu-Han-Dynastie Liu Bei behauptete von sich, dass er ein Verwandter des Han-Kaiserhauses sei. Zwar bestätigte der letzte Han-Kaiser diese Verwandtschaft, so bleibt der Zweifel bestehen, ob dies aus machtpolitischem Kalkül geschah. Tatsache ist, dass Liu Bei aus sehr einfachen Verhältnissen stammte. Sollte sein Vorfahre tatsächlich ein Han-Kaiser gewesen sein, so hatte die Familie längst alle ihre Adelsprivilegien verloren. Liu Bei tat sich durch seine Teilnahme im Kampf gegen den Aufstand der Gelben Turbane hervor und erlangte Anerkennung. In der Bürgerkriegszeit nach der Niederschlagung des Aufstands konnte Liu Bei erst sehr spät eine eigene Machtbasis aufbauen. Unterstützt von seinem Ratgeber Zhuge Liang konnte er eine Allianz mit Sun Quan aufbauen und die Expansion von Cao Cao in der Schlacht von Chibi stoppen. Danach erlangte er das Gebiet der heutigen Provinzen Hunan, Hubei und Sichuan, wobei er Hunan und Hubei wieder an Sun Quan verlor.
Als im Jahre 220 der letzte Han-Kaiser offiziell abdankte und die Wei-Dynastie im Norden Chinas sich etablierte, fühlte sich Liu Bei als ein Verwandter des Kaiserhauses berufen, Han weiterzuführen und das verlorene Land zurückzuerobern. Im Jahre 221 rief er sich zum Kaiser aus und führte den Namen seines Staates als Han. Da es in der chinesischen Geschichte diversen Dynastien  Han gab, wird dieser Staat heute allgemein als Shu Han bezeichnet (nach dem Ort des Staates, Shu ist ein anderer Name für Sichuan).
Sichuan liegt im inneren von China und ist vom Rest des Landes durch schwer überwindbare Berge getrennt. Das Zentrum der Provinz wird jedoch durch fruchtbare Kessellandschaft gebildet, die sich als ideales Rückzugsgebiet für eine Separatregierung eignet.
Im zweiten Jahr nach der Staatsgründung führte Liu Bei in einer Expedition fast alle seine Armeen gegen den Staat Sun Quans, um die verlorenen Provinzen Hunan und Hubei zurückzuerobern. Der Feldzug endete katastrophal. Liu Bei starb im Jahre 223 auf dem Weg zu seiner Hauptstadt, woraufhin sein Sohn Liu Shan Kaiser wurde. Zhuge Liang wurde von Liu Bei beauftragt, seinen Sohn in allen Angelegenheiten zu unterstützen.

## Die Feldzüge des Zhuge Liang

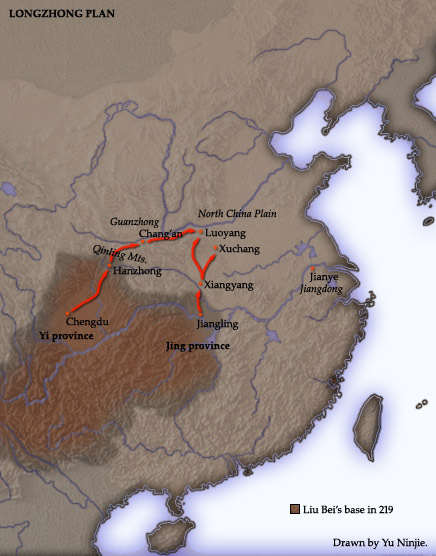
Zhuge Liangs „Longzhong-Plan“ zur Eroberung des Nordens (schematische Darstellung).

Zhuge Liang war von der Mission getrieben, China für das Haus Han wiederzuerobern. Zuerst führte seine Expeditionen jedoch nach Südwesten, in den Dschungel der heutigen Provinz Yunnan. Die Gegend westlich und südlich von Sichuan galt damals als barbarisches Gebiet, das von den Barbarenvölkern bewohnt wurde. Bevor Zhuge Liang seine Feldzüge gegen den Todfeind Wei führen konnte, musste er seinen Rücken freihalten. Die Expedition verlief erfolgreich, er konnte nicht nur den feindlichen Häuptling gefangen nehmen, er konnte ihn auch für sich gewinnen.
Nachdem er sich den Rücken freigehalten hatte, richtete Zhuge Liang seine Aufmerksamkeit auf die Erfüllung seiner Mission. Fünf Mal versuchte er vergeblich, in Zentralchina einzufallen und Wei anzugreifen.
Mit diesen militärischen Operationen gehörte Shu Han, obwohl es wirtschaftlich und militärisch das schwächste der drei Reiche darstellte, zum militärisch aktivsten Staat Chinas dieser Periode. Über die Wirkung dieser Operationen herrschen bei den Historikern sehr unterschiedliche Auffassungen. Manche meinen, dass sie einen gravierenden Fehler darstellen, weil sie Shu Han unnötig geschwächt und letztendlich für den Gegner angreifbar gemacht haben. Andere sind der Meinung, dass Zhuge Liang durchaus darauf geachtet hat, die Wirtschaft des Landes zu beleben und eine Basis aufzubauen. Zudem konnte er zwar durch seine Expeditionen nicht nach Zentralchina vorstoßen, wusste aber auch stets, die Verluste seiner Streitkräfte zu minimieren. Dabei führte er seine Operationen stets offensiv, wodurch das stärkere Wei in die Defensive geriet und keine Zeit hatte, selbst eine Expedition für die Einigung des Landes auszurüsten. Befürworter diese These führen an, dass erst nachdem Shu Han diese Operationen eingestellt hatte, Wei richtig zum Angriff gegen Shu Han übergehen konnte.

## Die Eroberung Shu Hans durch Wei
Nach Zhuge Liangs Tod versuchte sein Nachfolger Jiang Wei weiterhin, Wei anzugreifen. Jiang jedoch besaß längst nicht die Autorität von Zhuge Liang. Er wurde von vielen Ministern als Emporkömmling angesehen und vor dem Kaiser denunziert. Um die Gerüchte zu zerstreuen, er habe vor, die Macht zu übernehmen, gab Jiang freiwillig einen Großteil seiner militärischen Macht ab und stellte die Ausfälle ein. Wei nutzte diese innere Unruhe aus und griff Shu Han auf einem Umweg über die heutige Provinz Gansu an. Hierbei passierte die Armee unbehindert schwieriges, aber kaum besiedeltes Terrain und konnte unvermittelt hinter Shu Han auftauchen. Nachdem die hastig aufgebaute Verteidigungslinie überwunden wurden, kapitulierte Kaiser Liu Chan.

## Kaiser der Shu-Han-Dynastie
| Tempelname 1 | Postumer Titel 2   | Geburtsname     | Regierungszeit | Äranamen                                                   |
| ------------ | ------------------ | --------------- | -------------- | ---------------------------------------------------------- |
|              | Zhaolie (昭烈皇帝) | Liu Bei (劉備)  | 220–223        | Zhangwu 220–223                                            |
|              | Houzhu (後主)      | Liu Chan (劉禪) | 223–263        | Jianxing 223–237 Yanxi 238–257 Jingyao 258–263 Yanxing 263 |